# Жарко Видовић (народни херој)
Жарко Видовић — Пуцар (Босански Брод, 12. септембар 1913 — Београд, 31. јул 1999) био је учесник Народноослободилачке борбе, генерал-потпуковник ЈНА и народни херој Југославије.

## Биографија
Рођен је 12. септембра 1913. године у Босанском Броду. Потиче из средње имућне породице - његов отац Стеван је радио као службеник на железници, два старија брата су му били механичари, два млађа активни официри Југословенске војске, а најмлађи брат чиновник. Основну школу је завршио у родном месту 1925. године. Потом је 1929. завршио нижу гимназију у Славонском Броду, а 1934. четири виша разреда у Тузли. Године 1934. уписао је Вишу војну академију у Београду, коју је завршио 1937. године као припадник 36. класе слушалаца и унапређен је у чин поручника.
Од новембра 1937. до априла 1941. године је службовао у Сињу, где је био на дужности командира батерије Седмог артиљеријског пука. Када је 6. априла 1941. избио Априлски рат, његова јединица је упућена на фронт према Италијанима, код Задра. За то време у гарнизону у Сињу је избила усташка побуна, а у позадини фронта су формиране мање усташке оружане формације. Кроз неколико дана дошло је до општег слома фронта у Далмацији, а Жарко је заједно са људством других артиљеријских јединица, био заробљен од усташа у околини Дрниша. У општем хаосу Италијани су бомбардовали Дрниш, а пошто су се усташке страже, за време бомбардовања, повукле Жарко је са још неколико војника искористио прилику и побегао из заробљеништва. Тада је преко Сиња, Сплита, Мостара, Сарајева и Рудог стигао до Пљеваља.
У току лета 1941. године Жарко се у Пљевљима повезао са члановима локалне омладинске организације КП Југославије и преко њих приступио Народноослободилачком покрету. Активно је учествовао у припреми оружаног устанка у овом крају, при чему је користио своје војничко знање. У партизане је ступио октобра 1941. године, када је постао борац Прве пљеваљске партизанске чете. Због великог војничког умећа, које је поседовао, брзо је напредовао - јануара 1942. је постао командир ове чете, а у фебруару командант Пљеваљског партизанског батаљона. У марту је био постављен за команданта Пљеваљског партизанског одреда, али је нешто касније премештен за команданта Бјелопољског партизанског одреда. У чланство Комунистичке партије Југославије (КПЈ) примљен је почетком фебруара 1942. године.
Када је у току похода пролетерских бригада у Босанску крајину, јуна 1942. године од партизанских јединица из Санџака формирана Трећа пролетерска санџачка бригада, Жарко је постављен за команданта њеног Трећег батаљона. Током лета 1942. године истакао се у борбама током марша у западну Босну, у нападу на Иван Седло, у ослобођењу Прозора, нападу на Купрес и др. Новембра 1942. је унапређен у начелника Штаба Треће пролетерске санџачке бригаде.
Током Четврте непријатељске офанзиве, марта 1943. године истакао се у борбама за одбрану рањеника код Горњег Вакуфа, у форсирању набујале Дрине, у тешким борбама на Дурмитору и др. У борбама током Пете непријатељске офанзиве, посебно се истакао 13. јуна код Крекова, када је у врло тешким условима успео да из обруча извуче групу бораца. Почетком септембра 1943. године постављен је за команданта Треће пролетерске санџачке бригаде и њом је успешно командовао у борбама у Санџаку и западној Србији, крајем 1943. и почетком 1944. године. Једна од најважнијих борби у овом периоду била је почетком децембра 1943, када је бригада пружила снажан отпор јаким немачким снагама на правцу Сјеница-Бродарево-Пљевља и тиме олакшала извлачење десеткованих партизанских снага са правца Пљевља-Пријепоље. Јануара 1944. године, у борбама са Немцима на Коврену, код Бијелог Поља је био тешко рањен. После излечења, у марту 1944. је постављен за команданта тада тек основане 37. санџачке дивизије. На овој функцији остао је до фебруара 1945. године када је премештен за команданта 11. крајишке дивизије.
После завршетка рата, наставио је професионалну службу у Југословенској армији. Завршио је Вишу војну академију ЈНА и вршио многе одговорне дужности у Савезном секретеријату за народну одбрану. Био је командант противвазудшне одбране ЈНА и начелник Управе артиљерије ЈНА. На лични захтев, августа 1966. године је преведен у резерву и пензионисан. Чин генерал-мајора произведен је 1947, а у чин генерал-потпуковника 1954. године.
Године 1972. је објaвио књигу „Трећа пролетерска бригада“.
Умро је 31. јула 1999. године у Београду и сахрањен је у Алеји народних хероја на Новом гробљу.
Носилац је Партизанске споменице 1941. и других југословенских одликовања, међу којима су — Орден ратне заставе, Орден заслуга за народ и др. Орденом народног хероја је одликован 27. новембра 1953. године.